# Jindřich z Kyseku
Jindřich z Kyseku též Jindřich Kysecký († 1309/1310) byl uherský šlechtic, bratislavský purkrabí a přívrženec uherského krále Bély IV.

## Život
Po Bélově smrti roku 1270 uprchl do Čech, kde působil na dvoře Přemysla Otakara II. Také se podruhé oženil, když si vzal nejmenovanou dceru Smila z LIchtenburka a Alžběty z Křižanova. Po smrti krále Štěpána V. zaplavila pražský dvůr druhá vlna uherských šlechticů, mezi nimi i bratislavského župana Egidia (Jiljího), nepřítele Jindřicha. Jindřich se proto rozhodl vrátit do Uher, ke dvoru Alžběty Kumánské. 
| „               | ...Tento Jindřich vida přízeň, s jakou přijat Jiljí, pln nevole a pomstychtivosti vrátil se do Uher a tu pokořiv se králi, vyzradil zároveň úmysly strany králi nepřátelské, ba on setkav se na ostrově mezi Budínem a Peští s Belou, počal s ním hádku, která skončila zabitím Bélovým, jehož tělo na kusy rozsekáno. Vrah odměněn tím, že jmenován banem a zabavené jeho statky vesměs mu vráceny... | “ |
| — Česká kronika | |   |

Aby si získal královninu přízeň, zavraždil bratra Kunhuty Uherské a pretendenta uherského trůnu Bélu Mačevského. Brzy po svém činu získal titul slavonského bána. V létě roku 1273 se podílel na obraně Uher proti českému vpádu a jeho muži zabili Oldřicha z Drnholce, korutanského hejtmana a zetě českého krále.